# Nemoura nepalensis
Nemoura nepalensis is een steenvlieg uit de familie beeksteenvliegen (Nemouridae). De wetenschappelijke naam van de soort is voor het eerst geldig gepubliceerd in 1980 door Zwick.